# Лі Сиґун
Лі Сиґун (спрощ.: 李思恭; піньїнь: Lǐ Sī Gōng) (*? — †886) — перший військовий губернатор (Діннань цзєдуши) провінції, що існувала на територіях стародавнього царства Ся за часів кінця династії Тан, протягом періоду п'яти династій і десяти держав і на початку часів Династії Сун стародавнього Китаю, засновник правлячого роду держави Сі Ся. Наприкінці ІХ ст. очолював союз тибето-бірманських племен мінья (тангути). Надав суттєву допомогу китайському імператору у придушенні селянського повстання Хуан Чао. За це китайський імператор у 884 р. нагородив його титулом вана.

## Родина

### Брати
- Лі Сісяо;
- Лі Сицзянь (став тангутським правителем після смерті Лі Сиґуна);
- Лі Сицзин;
- Таба Сиджун (був прапрадідом тангутського правителя Лі Цзіцяня);
- Лі Сияо.

### Сини
- Лі Женью;
- Лі Ченцін;
- Лі Женьфу (тангутський правитель).